# Кокин, Леонид Ильич
Леонид Ильич Кокин (1920—1973) — генерал-майор Советской армии, участник советско-японской войны.

## Биография
Родился 12 сентября 1920 года в Оренбурге.
В 1939 году был призван на службу в Рабоче-крестьянскую Красную Армию. В 1941 году окончил Чкаловское авиационное училище. Служил на Дальнем Востоке, был рядовым лётчиком, затем вырос до должности командира авиационной эскадрильи. Участвовал в советско-японской войне, совершил 5 боевых вылетов в Маньчжурии, за что представлялся к ордену Красного Знамени, но вышестоящие инстанции изменили эту награду на орден Отечественной войны 1-й степени.
После окончания войны продолжил службу в Советской Армии. В 1955 году окончил Военно-воздушную академию в Монине. Командовал авиаполком, затем стал заместителем командира авиадивизии. Когда были созданы Ракетные войска стратегического назначения СССР, стал заместителем командира ракетной дивизии, затем с июня 1960 года — командиром 29-й гвардейской Витебской ордена Ленина Краснознамённой дивизии. В 1963 году Кокин окончил Военную академию Генерального штаба.
В 1963—1970 годах командовал 29-й гвардейской ракетной дивизией. Находясь на этой должности, внёс большой вклад в становление ракетных войск стратегического назначения и освоение новой техники и вооружения личным составом, повышение его боевых качеств. С 1970 года и до конца жизни генерал-майор Л. Кокин был заместителем командующего 50-й ракетной армией по боевой подготовке.
Умер 11 августа 1973 года, похоронен на аллее Почёта Нового кладбища Смоленска.

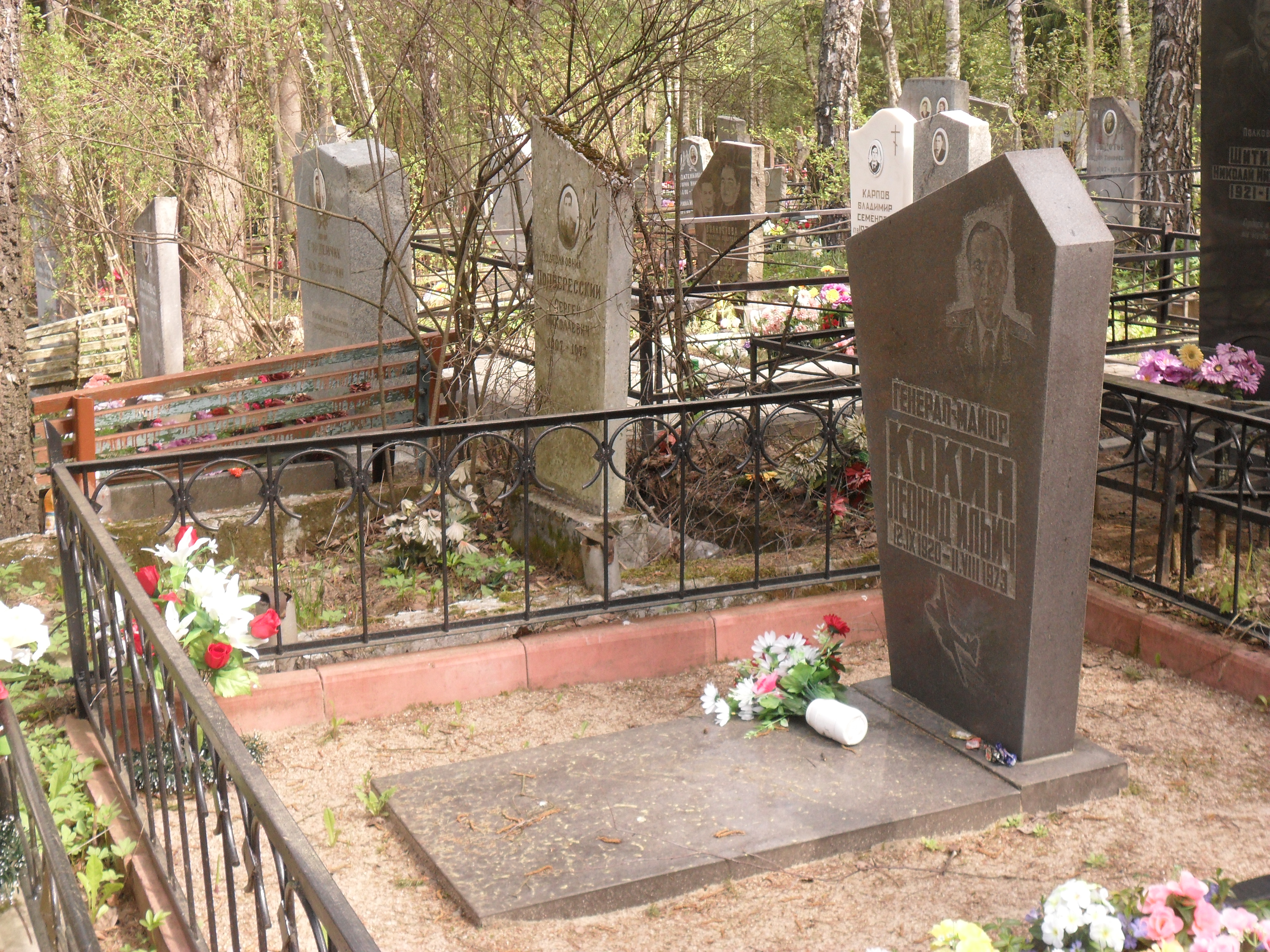
Могила Кокина на Новом кладбище Смоленска.

Был награждён орденами Ленина, Красной Звезды, Отечественной войны 1-й степени, а также рядом медалей.